# Чумак Микола Васильович
Микола Васильович Чумак (нар. 23 грудня 1950, село Заудайка, тепер Ічнянського району Чернігівської області) — український діяч, заступник голови Бахмацької районної ради народних депутатів Чернігівської області. Народний депутат України 2-го скликання. 

## Біографія
У 1968—1969 роках — студент Ніжинського технікуму механізації сільського господарства Чернігівської області.
У 1969—1971 роках — служба в Радянській армії.
У 1971—1973 роках — студент Ніжинського технікуму механізації сільського господарства Чернігівської області.
У 1973 — травні 1975 року — інженер Бахмацького відділення «Сільгосптехніки» Чернігівської області. Член КПРС.
У травні 1975 — січні 1978 року — інструктор, завідувач відділу Бахмацького районного комітету ЛКСМУ Чернігівської області.
У січні 1978 — грудні 1979 року — начальник Бахмацької районної інспекції «Держтехнагляду» Чернігівської області.
У грудні 1979 — квітні 1990 року — голова Бахмацького районного об'єднання «Сільгосптехніка» Чернігівської області.
У 1980 році закінчив заочно Українську сільськогосподарську академію, інженер-механік. 
У 1990—1994 роках — заступник голови Бахмацької районної ради народних депутатів Чернігівської області. Член КПУ.
Народний депутат України 2-го демократичного скликання з .04.1994 (2-й тур) до .04.1998, Бахмацький виборчий округ № 443, Чернігівська область. Голова підкомітету з питань державного будівництва Комітету з питань державного будівництва, діяльності рад і самоврядування. Член депутатської фракції комуністів.

## Нагороди
- орден «Знак Пошани» (1986)
- медалі